# Volano i vestiti
Volano i vestiti è il quindicesimo album del cantante napoletano Tony Colombo, pubblicato nel 2007. Contiene un duetto con Gianni Celeste.

## Tracce
1. Spuogliete stasera
2. Che pozzo fà (feat. Gianni Celeste)
3. Volano i vestiti
4. In una favola
5. A musica
6. Stò perdenno a tte
7. La tua indifferenza
8. Notte juorno e suonno
9. Si nun tenesse a tte
10. Amore folle